# 幸福的抉擇
《幸福的抉擇》，台灣TVBS及其母公司TVBI與吉羊廣告有限公司耗資千萬台幣合作拍攝的年度大戲。

## 演員及角色
| 演員   | 角色                        | 人物簡介、關係 |
| 劉心悠 | 夏亦心 （香港配音：鄭麗麗） | Summer 手造婚紗設計師 簡美莉的高中同學 浩哲喜歡的人，後來成婚，但不足三個月後離婚 最後因在婚紗展出現後才正式成為浩哲的老婆                     |
| 藍正龍 | 李浩哲 （香港配音：黃啟昌） | 浩哲 「I DO婚禮莊園」繼承人 Summer喜歡的人，後來成婚，但不足三個月後離婚 離婚後誤會Summer與Joan交往 最後因在婚紗展出現後才正式成為Summer的老公 |
| 林立雯 | 簡美莉 （香港配音：梁少霞） | Mily 光大百貨集團千金小姐 Summer的高中同學 一心只想跟浩哲結婚，並且拆散浩哲跟Summer 最後被Summer所救，才真心祝福Summer跟浩哲                   |
| 邵美琪 | 任玲玲                      | Maggie 「I DO婚禮莊園」負責人 浩哲的後母 |
| 楊貴媚 | 符明珠 （香港配音：蔡惠萍） | 明珠 國際時尚產業執行長 浩哲親生母親 |
| 莎 莎  | 何思雨 （香港配音：陳凱婷） | 思雨 電台夜間節目主持人 被稱為“愛情掌門人” 暗戀過Joan，後與他相戀                                                                              |
| 曾少宗 | 張明亮 （香港配音：曹啟謙） | 明亮 烘培糕餅小店糕餅師 與小妮相戀 因車禍而導致傷殘                                                                                            |
| 陳宇凡 | 譚耀宗 （香港配音：陳廷軒） | Joan 專業平面攝影師 曾經喜歡Summer，但認定自己的感情後，與思雨相戀                                                                             |
| 陳怡嘉 | 劉小妮                      | 小妮 學生，父親是明亮的醫生 與明亮相戀 |
| -      | 文哥                        | 蛋糕店的老闆 |
| -      | 李超凡                      | 籃球隊長 喜歡劉小妮 |
| 江青霞 | 梅姐                        | 浩哲家的老傭人 |
| 王 皓  | 簡國強                      | 簡美莉的父親 |
| -      | 西門                        | 浩哲的大學同學，與簡美莉聯手對浩哲實施報復行動                                                                                                 |
| -      | 阿泰                        | |
| -      | Helen                       | 符明珠跟任玲玲的助理 |
| 劉克勉 | 夏有為                      | Summer親生父親 |
| -      |                             | Summer親生母親 |
| 楊仲恩 | 胡律師 （香港配音：張錦江） | |
| 劉雨柔 | 雨柔                        | |

## 特別演出
| 演員     | 角色   | 人物簡介、關係                            | 登場集數   |
| 伊正     | 李俊仁 | 李浩哲親生父親（已過世）                  | 4,5,6,8,16 |
| 狄志傑   | 龐先生 | 有意投資shine蛋糕店                       | 12         |
|          | 柏霖   | 思雨的朋友                                | 13         |
|          | 權嫂   |                                           | 14         |
|          |        | 阿JOAN意外要考驗思雨的女人                | 15         |
| 北村豐晴 | 裘健康 | 思雨介紹Summer相親的人。 健康動物病院院長 | 16         |
| 小Call   |        |                                           | 16         |
|          | PETER  | 只有電話現身                              | 16         |

## 音樂
片頭曲
- 梁靜茹《屬於》

片尾曲
台灣版：
- 梁靜茹、曹格《PK》

海外版：
- 五月天、陳綺貞《私奔到月球》

插曲
- 梁靜茹《崇拜》
- 丁噹《猜不透》、《閃光燈》

## 劇組人員
- 製作人：曲全立
- 總監製：麥當傑
- 監製：曲全立、鄭偉文、王莉茗
- 導演：鄭偉文
- 總編劇：陳寶華
- 編劇：彭美鳳、麥耀權、沈思雅
- 統籌：何志能
- 攝影：林振聲
- 燈光：陳宗良
- 前期收音：陳效賢
- 後期混音：陳國偉、黃年永、楊子介

## 經典台詞

### 浩哲
- 小妮是明亮的，summer是我的！
- 老婆，以後我們除了上廁所之外，我們不管做甚麼，高興不高興的，有多困難的，都要手牽手一起面對。最愛妳的老公李浩哲。
- 我在英國的每一天，都在街上找你。
- 5年前我把你拉起來，5年後一樣會把你拉回來。

### SUMMER
- 願上蒼賜給他堅強的生命力，在每一個日出時分，將世界上所有的真善美送給他。老天爺，你真的聽到我在說話嗎？為甚麼一切都像是消失了。我走了一個晚上，我一直在想到底甚麼是愛情，然後，我終於想清楚了，愛情，它只是一種傳說而已。
- 願上蒼賜給他堅強的生命力，在每個日出時分，將世界上所有的真善美都送給他，讓他平安幸福。
- 我覺得婚紗跟時裝是不一樣的，時裝是走潮流的，它是可以被取代的。人可以擁有一千幾百件時裝，但是我們一生只需要一件婚紗，跟自己最愛的人攜手走向婚姻大道，是女性一生最大的幸福。所以，我覺得每件婚紗都應該用愛還有祝福來縫製。

### 美莉
- 我要告訴世上所有人，愛情不是EVERYTHING，而是NOTHING。

### 玲玲
- 男人天生就懂得給自己退路，女人愛上了男人，就是條死路。

## 外部連結
- （繁體中文）TVBS《幸福的抉擇》官方網頁 （页面存档备份，存于）
- （繁體中文）台視《幸福的抉擇》官方網頁 （页面存档备份，存于）
- （繁體中文）香港無綫電視《幸福的抉擇》官方網頁 （页面存档备份，存于）
- （英文）Astro On Demand官方網站 （页面存档备份，存于）

## 作品的變遷
| 臺灣 台視主頻 週一至週四 22:00-23:00 | 臺灣 台視主頻 週一至週四 22:00-23:00   | 臺灣 台視主頻 週一至週四 22:00-23:00 |
| ------------------------------------ | -------------------------------------- | ------------------------------------ |
|                                      | 幸福的抉擇 （2008.12.22 - 2009.01.27） |                                      |
| 幸福捕手 （2008.10.20 - 2008.12.18） | 協奏曲 （2009.01.28 - 2009.03.10）     |                                      |

| 香港 高清翡翠台 高清劇場 週一至週五 18:00至19:00 | 香港 高清翡翠台 高清劇場 週一至週五 18:00至19:00 | 香港 高清翡翠台 高清劇場 週一至週五 18:00至19:00 |
| ------------------------------------------------ | ------------------------------------------------ | ------------------------------------------------ |
|                                                  | 幸福的抉擇 （2008.12.24 - 2009.01.20）           |                                                  |
| （2008.11.26 - 2008.12.23）                      | 夢想飛行Good Luck （2009.01.21 - 2009.02.03）    |                                                  |
| 香港 無綫電視翡翠台 週一至週五 10:30-11:30       |                                                  |                                                  |
| []                                               | 幸福的抉擇 （2011年5月3日 - 2011年5月31日）      | 蝸居 （2011年6月1日 - 2011年7月19日）            |

| TVBJ 19:00-20:00時段                    | TVBJ 19:00-20:00時段                  | TVBJ 19:00-20:00時段 |
| --------------------------------------- | ------------------------------------- | -------------------- |
|                                         | 幸福的抉擇 （2009.1.12 - 2009.2.3）   |                      |
| 東山飄雨西關晴 （2008.12.1 - 2009.1.9） | Click入黃金屋 （2009.2.9 - 2009.3.6） |                      |